# Disposizioni sanitarie del paziente cristiano
Le Disposizioni sanitarie del paziente cristiano (titolo originale Christliche Patientenverfugung) è un documento firmato congiuntamente nel 1999 dal Card. Karl Lehmann, presidente della Conferenza episcopale tedesca, e da Manfred Kock, presidente del Consiglio delle Chiese Evangeliche in Germania, che contiene le linee guida per redigere un testamento biologico compatibile con la fede cristiana. È stato sottoposto a revisione nel 2003 e ha acquistato una certa notorietà in Italia dopo la sua pubblicazione da parte della rivista MicroMega, ripresa poi da alcuni quotidiani e da politici italiani impegnati nel dibattito sul testamento biologico.

## Il documento
Il documento è composto da cinque parti. La prima costituisce la premessa, in cui viene ricordato il grande apprezzamento per le prime linee guida, pubblicate nel 1999, e il risultato che esse hanno ottenuto nel favorire il dialogo tra medici e pazienti. Se da un lato il progresso della medicina fa sì che malattie un tempo incurabili oggi possano essere trattate efficacemente, dall'altro rischia contemporaneamente di condurre verso l'accanimento terapeutico. Per limitarlo o evitarlo viene ricordata la necessità di basare le decisioni sulle terapie sull'analisi della situazione concreta del paziente e con la sua partecipazione.
Vengono anche ricordati il dibattito sull'eutanasia e la sua legalizzazione in alcuni paesi europei, legalizzazione che desta seria preoccupazione per le persone gravemente malate coinvolte, e la visione cristiana della vita fondata sulla speranza della vita dopo la morte e la fede in Cristo risorto.
L'aggiornamento delle linee guida è stato reso necessario dagli sviluppi etici, legali e teologici degli ultimi anni che, pur non variando la validità dell'impianto del precedente documento, richiedono alcune modifiche. Viene anche incoraggiata la compilazione del modello di testamento biologico allegato. 
Nella successiva introduzione, che costituisce la seconda parte, è riassunta la preoccupazione di chi sta andando verso le ultime fasi della vita e si ricorda che al centro della fede cristiana ci sono l'agonia, la morte e la resurrezione di Gesù Cristo che comportano anche la riflessione di ognuno sulla propria morte.
Inoltre si afferma che non può essere data una risposta generica al dilemma, comune a molti, di morire nel proprio ambiente familiare oppure vivere il più a lungo possibile in un ambiente ospedaliero attrezzato: per poter vivere dignitosamente può essere necessario scegliere l'una o l'altra possibilità, di caso in caso, in base alla situazione concreta del morente e dei suoi bisogni.
Si afferma poi che il testamento biologico permette di partecipare alle decisioni sulle ultime fasi della vita anche se in quel momento il paziente non sarà più capace di prenderle, aiutando così il medico a decidere in accordo alla volontà espressa o presunta del malato.
Segue una serie di riflessioni che motivano la richiesta di predisporre il proprio testamento biologico, riflessioni basate sul dono della vita da parte di Dio e sul dovere di viverla responsabilmente anche nella sua ultima fase, vivendo con dignità anche gli ultimi momenti, nonostante il dolore che li può accompagnare prima della morte.
Si fa poi una distinzione tra eutanasia attiva e passiva. La prima viene definita come l'uccisione mirata di una persona e non è mai ammessa. La seconda invece consiste nel lasciar morire dignitoso nel caso di malati inguaribili e terminali.
La terza e la quarta parte riportano alcuni spunti di riflessione, consistenti in brani tratti dalla Sacra Scrittura e le istruzioni pratiche per la compilazione del testamento biologico vero e proprio, che costituisce l'argomento dell'ultima parte del documento.

## Il malinteso sulla sua interpretazione
In Italia questo documento è assurto agli onori della cronaca nazionale dopo la pubblicazione di alcuni suoi stralci da parte della rivista MicroMega, che vi ha letto una spaccatura all'interno della Chiesa cattolica riguardo alla bioetica, in quanto essa nel Catechismo condanna ogni forma di eutanasia, anche passiva.
Per questa ragione, il 17 marzo 2009, la Conferenza episcopale tedesca ha emesso un comunicato in cui si riferisce a quanto scritto dalla rivista e ribadisce d'essere perfettamente in linea con la Santa Sede sul tema dell'eutanasia chiarendo così il malinteso: infatti afferma che i concetti di eutanasia passiva ed eutanasia indiretta presenti nel documento non contrastano in alcun modo con le affermazioni del Catechismo della Chiesa cattolica, poiché la differenziazione adottata nelle Disposizioni è proprio quella illustrata al suo interno dalla Santa Sede. 
Infatti secondo il comunicato la definizione di eutanasia passiva utilizzata nel documento tedesco coincide la rinuncia all'accanimento terapeutico, che è ammessa dalla Chiesa cattolica nel paragrafo 2278 del Catechismo e non coincide dunque con l'eutanasia passiva. Difatti quest'ultima è condannata dalla Chiesa in quanto nell'odierna accezione del termine consiste in un'omissione che provoca la morte allo scopo di porre fine al dolore anziché nel rinunciare a ricorrere a cure ormai inutili, come era intesa nel testo tedesco. Parimenti anche l'eutanasia indiretta coincide con quanto è ammesso dalla Chiesa nel paragrafo 2279 poiché consiste nel ricorso alle cure palliative, che possono comprendere l'uso di analgesici e sedativi in quantità tali da comportare, come effetto secondario non desiderato, l'accorciamento della vita del paziente.
Inoltre il 29 marzo 2007, riferendosi a questo documento, la Conferenza episcopale tedesca aveva puntualizzato di opporsi con decisione ai progetti che intendono consentire l'interruzione dei trattamenti necessari per la vita di pazienti in stato vegetativo e di persone con demenza grave, aggiungendo poi che queste persone, non trovandosi in punto di morte, ma essendo malati gravi, richiedono semmai una particolare dedizione e assistenza; una regolamentazione che consentisse di sospenderne l'alimentazione e l'idratazione non costituirebbe quindi una rinuncia all'accanimento terapeutico, ma sarebbe una forma d'eutanasia non ammessa.